# Rosaria Piomelli
Maria Rosaria Piomelli (rozená Angrisano, 24. října 1939 Neapol) je italská architektka. Je první ženou, která se stala děkankou na škole architektury ve Spojených státech, když byla jmenována děkankou na Fakultě architektury City College of New York v roce 1980.

## Životopis
Narodila se v Neapoli v Itálii. Je dcerou Alberta a Giuseppiny Angrisano. Vystudovala v Neapoli na Istituto d'Arte, kde dokončila bakalářský titul z umění v roce 1954, a poté Accedemia d'Arte, kde získala magisterský titul v roce 1955. O dva roky později odjela do Spojených států a v dubnu se provdala za lékaře Sergia Piomelliho, s nímž má dvě děti – Ascania Alberta a Foscu Francescu Piomelli. V roce 1960 získala bakalářský titul z architektury z Massachusettského technologického institutu.

### Kariéra
Během 60. a 70. let pracovala jako projektantka v několika architektonických kancelářích v Itálie, Spojených státech a Nizozemí. Mezi lety 1963–1969 pracovala pro Warner, Burns, Toan & Lunde v New Yorku. V letech 1969–1970 byla společnicí ve firmě E.H. Grosmann Architect v Rotterdamu. Od roku 1971 do roku 1974 byla projektantkou ve firmě I.M. Pei and Partners. Svou vlastní firmu otevřela v roce 1974 v New Yorku. Pracovala také jako učitelka na různých místech a pozicích ve Spojených státech. Po získání profesní licence umožňující pracovat v New Yorku v roce 1969, nastoupila do profesního sdružení Amerického institutu architektů. V rámci své pozice předsedkyně Komise pro rovné příležitosti Amerického institutu architektů, Piomelli v New Yorku na jaře roku 1974 organizovala výstavu „Women in the Design of the Environment”. Ve skutečnosti se široce věnovala propagaci práce žen v oblasti architektury. Napsala také knihy o práci žen v americké architektuře.

## Výuka
Od roku 1971 Piomelli zastávala akademické pozice v několika institucích:
- 1971–1976: City College of New York, Fakulta architektury, Adjunct Associate Professor
- 1974–1979: Pratt Institute, Chair of the Faculty, 1976–1979
- 1979: City College of New York, Distinguished Professor,
- 1980–1983: City College of New York, Fakulta architektury, děkanka
- 1984: Kalifornská univerzita, Berkeley, Visiting Distinguished Professor
- 1985–současnost: City College of New York, Fakulta architektury, Professor

## Dílo (výběr)
- Academy Hill Development, Hudson, New York
- Pierson School, Tarrytown, New York
- Schiff House, Montauk, New York
- Shelter Island Home, 139 Ram Island Drive, Shelter Island, New York

## Ocenění
- 1966 – Cena za design knihovny Brown University of Science Library, katedra zdravotnictví[10]